# Kibla
A kibla arab szó, imairányt jelent.

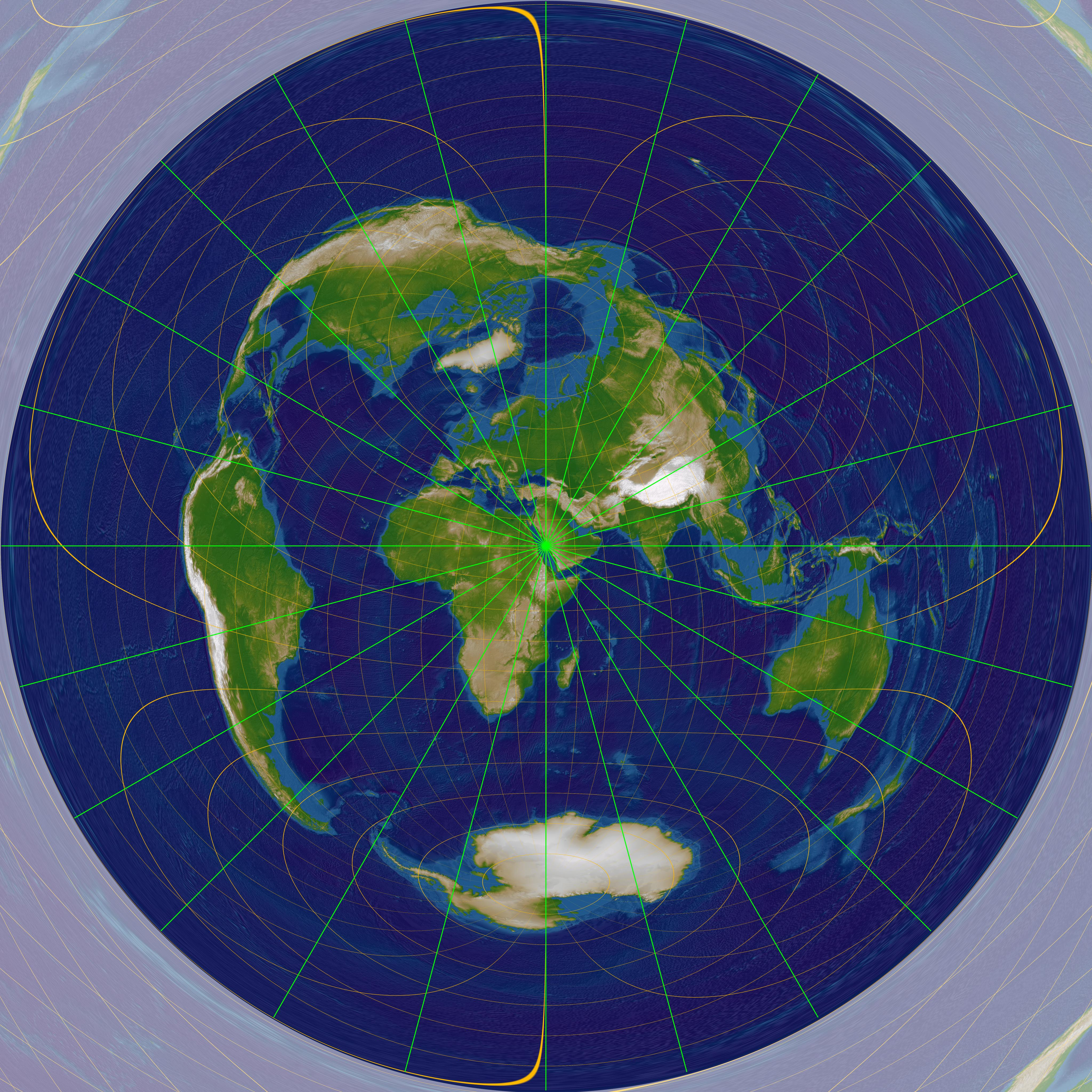
Kibla

A hagyományos muszlim nézet szerint Mohamed idején a kibla eredetileg Jeruzsálem  szentélye volt, hasonlóan a judaizmushoz. Ezt a kiblát több mint 13 évig használták, 610-től 623-ig. Tizenhét hónappal Mohamed  622-es Medinába való megérkezése után – az időpontot 624. február 11-ére teszik – a kibla a mekkai Kába felé fordult. Mohamed társainak tradicionális beszámolói szerint (hadísz) a változás nagyon hirtelen történt, délben az imádkozás során Medinában, egy Meszdzsid Kiblatejn néven ismert mecsetben (arabul: مَسْجِد الْقِبْلَتَيْن, "A két Qiblah mecsetje"). Mohamed vezette az imát, amikor kinyilatkoztatást kapott Istentől, aki utasította őt, hogy ettől a pillanattól vegye a Kábát kiblának (szó szerint: "Fordítsd arcod a Szent mecset irányába."). A hadísz és az al-Bakara szúrában található hagyományos beszámolók szerint Mohamed, aki ekkor épp Jeruzsálem felé fordult, miután megkapta ezt a kinyilatkoztatást, azonnal megfordult Mekka felé, és a háta mögött imádkozók ezt szintén megtették.
A muszlim köteles minden imáját a kibla felé végezni. Harminc fokos tévedés megengedett, de a mecsetekben az irányt a mihráb jelzi. Napjainkban az ún. kibla-iránytűvel vagy elektronikus eszközökkel is meg tudják határozni. 
Ha valaki ima közben értesül arról, hogy rossz irányba imádkozik, azonnal a helyes irányba kell fordulnia, ha pedig csak az ima elvégzése után, nem kell azt megismételnie.